# ماكسيم وجاكوبس (عزبة)
عزبة ماكسيم وجاكوبس قرية تابعة لمركز السادات في محافظة المنوفية في جمهورية مصر العربية.